# 阿萨古城遗址
阿萨古城遗址（維吾爾語：ئاسا قەدىمىي شەھەر خارابىسى‎），又称阿萨协亥尔，位于中华人民共和国新疆维吾尔自治区吐鲁番市鄯善县，由大阿萨古城遗址（穷阿萨古城遗址）和小阿萨佛教寺院遗址（克其克阿萨佛教寺院遗址）两个遗址区组成。可能是高昌国柳婆县，也可能是高昌郡横截县。2013年，阿萨古城遗址列为全国重点文物保护单位。

## 地理地望
阿萨古城遗址位于中华人民共和国新疆维吾尔自治区吐鲁番市鄯善县达浪坎乡拜什塔木村西南，大阿萨古城遗址（穷阿萨古城遗址）东北2.5千米处为小阿萨佛教寺院遗址（克其克阿萨佛教寺院遗址）。大阿萨古城遗址距离拜什塔木村约10千米，海拔-136米；小阿萨佛教寺院遗址距离拜什塔木村约8千米，海拔-126米。
地理上，阿萨古城遗址位于艾丁湖东，处于戈壁荒漠地带，地势平坦，地表因遭受风蚀，周围形成沙沟、沙丘等地貌。当地土壤呈沙漠化、盐碱化。植被包括骆驼刺、红柳、芨芨草等。遗址北部存在托克逊河旧河道。阿萨古城遗址地处高昌范围内，在其东南有丝绸之路汉魏时期古道柳中道、大海道。

## 布局遗物
阿萨古城遗址由两个遗址区组成，分别为大阿萨古城遗址和小阿萨佛教寺院遗址。

### 大阿萨古城遗址

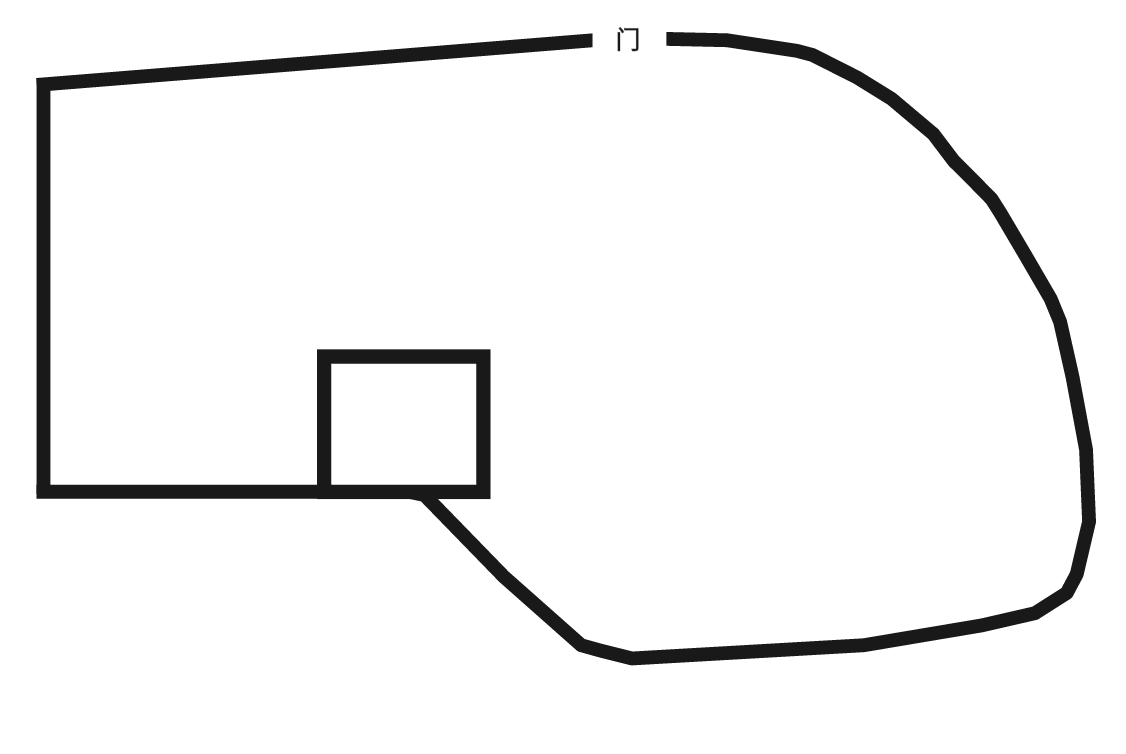
大阿萨古城遗址布局示意图

大阿萨古城遗址，又称穷阿萨古城遗址，城址形制基本可辨，但城墙、建筑大多倒塌，南侧城墙保存相对较好。城墙周长305米或近380米，面积5400平方米或超过7000平方米。平面为不规则矩形，方向北偏西约20°。可分为东西两部分，西部为边长约55至60米的方形。东部为不规则形，城墙略呈弧形，最宽处70米，三面城墙周长不足200米。城墙墙基宽约5米，根据倒塌城墙判断，城墙残高3米到3.5米。北侧城墙中部有类似城门痕迹。西部城址存有居址和佛殿的倒塌建筑土坯。南侧城墙中部有一高台，其上有土坯砌筑而成的建筑遗迹，其中部分为拱形墙体，或为烽燧。其残高约5米半，顶部南北15米，东西11米。西南、西北有类似角楼建筑。
遗物除土坯、草拌泥等建筑材料外，还存在毛布织物残件，罐、盆、瓮等夹砂红陶、灰陶残片，石磨残件，咸平元宝，玻璃片，汉文、回鹘文、吐蕃文文书残片等。

### 小阿萨佛教寺院遗址
小阿萨佛教寺院遗址，又称克其克阿萨佛教寺院遗址，原被视为古城遗址，后经调查研究，确定为一处佛教寺院遗址。其中佛塔（舍利塔）的形制与高昌故城的部分佛塔近似。
小阿萨佛教寺院遗址由七处不相连建筑组成，分布在长约110米，宽约80米，面积近9000平方米的纵长方形范围内，方向由西北向东南分布。建筑多为土坯砌筑。其中三处建筑保存有建筑墙体，可辨为佛塔、佛殿遗迹。其中位于遗址西北部的佛寺遗址可分为南、北部分，两者之间残留有墙基。其中北部的佛塔、佛殿保存较好，南部建筑全部坍塌。北部建筑为前殿后塔布局。佛塔残高3米，边长约1米，残留南侧部分，塔基夯筑而成，平面呈圆形，塔身为三层十字折角形并向上收缩，塔顶为覆钵形。塔体中空，中空腔体平面呈1米余方形，塔东侧有券顶门洞。佛殿平面呈边长2米半有余的方形，穹窿顶，墙顶之间以帆拱衔接。墙壁存有壁画痕迹。殿前有长方形前室。在西北佛寺东侧有长3米余，宽近3米的方形建筑，墙体残高近3米，厚半米余。有内室，门向南开，外有宽一米的廊道。
遗迹东南部有佛塔和佛殿组合的建筑。佛塔在东，佛殿在西，之间间隔2米余，有围墙或廊道遗迹。佛塔残高近2米半，基座边长3米余，塔基底层平面呈方形，上层为圆形。塔身为三层十字折角形。佛塔存内室，北侧有方形前室。佛殿平面呈边长3米余的方形，残高4米。墙顶之间以帆拱衔接。北侧有横长方形前室。建筑南侧有两间或为僧房遗迹的方形建筑墙基。墙壁上有壁画痕迹。剩余建筑遗迹中三处建筑仅存有基座残迹，平面均呈方形，一处仅剩部分墙基，为附属建筑。
遗址存有储存器和生活饮食器的红陶、灰陶残片，采集有木器、壁画、泥塑、浮雕、文书残片等遗物。

## 相关历史
阿萨古城遗址属于高昌历史上重要的城镇，上限大概高昌郡、高昌国时期，一直沿用至高昌回鹘时期。阿萨古城具体为历史上何城，说法不一。学者冯承钧、巫新华等认为其为属柳婆县所在地。田卫疆等人则判断其为守卫大海道的横截县所在地。阿萨古城建城并未经过前期规划，而是根据因其规模、功能的扩大和需求变化。遗址内佛寺建筑遗迹有高昌故城、交河故城、柏孜克里克千佛洞等吐鲁番高昌回鹘时期城址、佛寺、千佛洞都存在的回廊型佛殿，是祆教围廊结构建筑与佛教绕塔仪式结合的形式。

## 发掘保护
1908年，英国探险家马尔克·奥莱尔·斯坦因中亚探险途径鄯善时，勘查阿萨古城遗址的两处遗址区，并在小阿萨佛教寺院遗址内的一座小庙发掘得到壁画、雕像等遗物。1930年，中国考古学家黄文弼在鲁克沁时前往大、小阿萨遗址考察。1988年，第二次全国文物普查期间，普查队对阿萨古城遗址的两处遗址区调查并建档。2006年，吐鲁番地区文物局调查了大阿萨古城遗址和小阿萨佛教寺院遗址。2008年，第三次全国文物普查时，遗址被复查和测绘。
1999年，新疆维吾尔自治区人民政府公布第四批新疆维吾尔自治区文物保护单位，阿萨古城遗址的两处遗址区分别以大阿萨古城遗址和小阿萨古城遗址之名列入其中。2002年，鄯善县发布《关于对连木沁烽燧大小阿萨遗址等文物保护单位加强保护的实施方案》，开始对阿萨古城遗址外围圈护。2013年3月，中华人民共和国国务院公布第七批全国重点文物保护单位，阿萨古城遗址作为古遗址位列其中。